# Jabberwocky (película de 1971)
Jabberwocky (en checo: Žvahlav aneb šatičky slaměného Huberta) es un cortometraje surrealista animado en stop motion checoeslovaco de 1971 escrito y producido por Jan Švankmajer, basada en el poema homónimo sin sentido de 1871 de Lewis Carroll.

## Argumento
El filme comienza con una voz de una niña leyendo el poema de Lewis Carroll, mientras un armario se mueve por un bosque. La escena cambia en una habitación de estilo época victoriana con muchos juguetes con el armario en el fondo de la misma. En la habitación aparece un cuadro con el retrato de un hombre severo, como si estuviese escudriñando lo que sucede. Después de esto, los juguetes cobran vida. La escena se vuelve a posar sobre el armario, que empieza a abrirse mostrando una palangana de agua que empieza a humear y sale un traje de marinero de niño junto con un sombrero, este empieza a bailar por toda la habitación. De pronto empiezan crecer ramas que rápidamente brotan hojas, florecen y producen frutos. Los frutos caen de las ramas y revientan en el suelo, donde se revelan llenos de gusanos. Varios juguetes y marionetas empiezan a moverse, la escena termina con una pared de bloques con unas imágenes, los cubos giran mostrando un laberinto y una línea de una pluma empieza a resolverlo en silencio, luchando por encontrar la salida. Pero se equivoca y un gato negro destruye el laberinto. 
En la siguiente parte, muñecas más pequeñas empiezan a brotar de una más grande. Con música alegre, las pequeñas muñecas empiezan a ser molidas, planchadas como si fuesen ropa y son cocinadas para ser comidas por unas muñecas más grandes. Vuelve a aparecer nuevamente el laberinto y es destruido por el gato negro. 
En la otra parte, aparece nuevamente el traje de marinero y de sus mangas empiezan a salir soldados de plomo con música pomposa. Empiezan a formar filas para entrar a combate, mientras un castillo de bloques es construido, Luego de esto una muñeca sale y empieza a aplastar a los soldados. Estos empiezan a luchar, pero pierden contra la muñeca. La muñeca empieza a abrirse mostrando en su interior una tetina de un biberón. Nuevamente aparece el laberinto.
En la cuarta parte, el sombrero se posa en una mesa y pone un mantel de encaje, al mismo tiempo una especie de navaja con el mango en forma de mujer empieza a danzar de forma estrambótica, los movimientos empiezan a rasgar la tela. La parte termina cuando la hoja de la navaja asesina al mango al guardarse, cubriendo de sangre al mantel.
En la última parte, de una mochila sale una  libreta de notas, sus hojas empiezan a arrancarse y comienzan a hacer figuras de origami (barcos y aviones). Nuevamente la cámara se posa sobre el retrato del hombre, que empieza a sacar la lengua y escupir fichas de dominó con imágenes de mujeres. Estas fichas empiezan a formar una línea, mientras que al ritmo de música alegre grullas de papel empiezan a moverse y aviones de papel salen por la ventana. Por último, la línea del laberinto encuentra la salida  y sale del mismo, haciendo garabatos por toda la habitación y arruinan el retrato del hombre. El cortometraje termina con el armario, que se abre revelando en su interior al  gato negro encerrado en una jaula.

## Medios
Este filme se incluyó en el DVD Cine 16: Cortometrajes Europeos, el cual es una antología de cortometrajes de famosos directores europeos, que fue lanzado por el estudio Warp Films el 5 de junio de 2006.